# Zhongxing

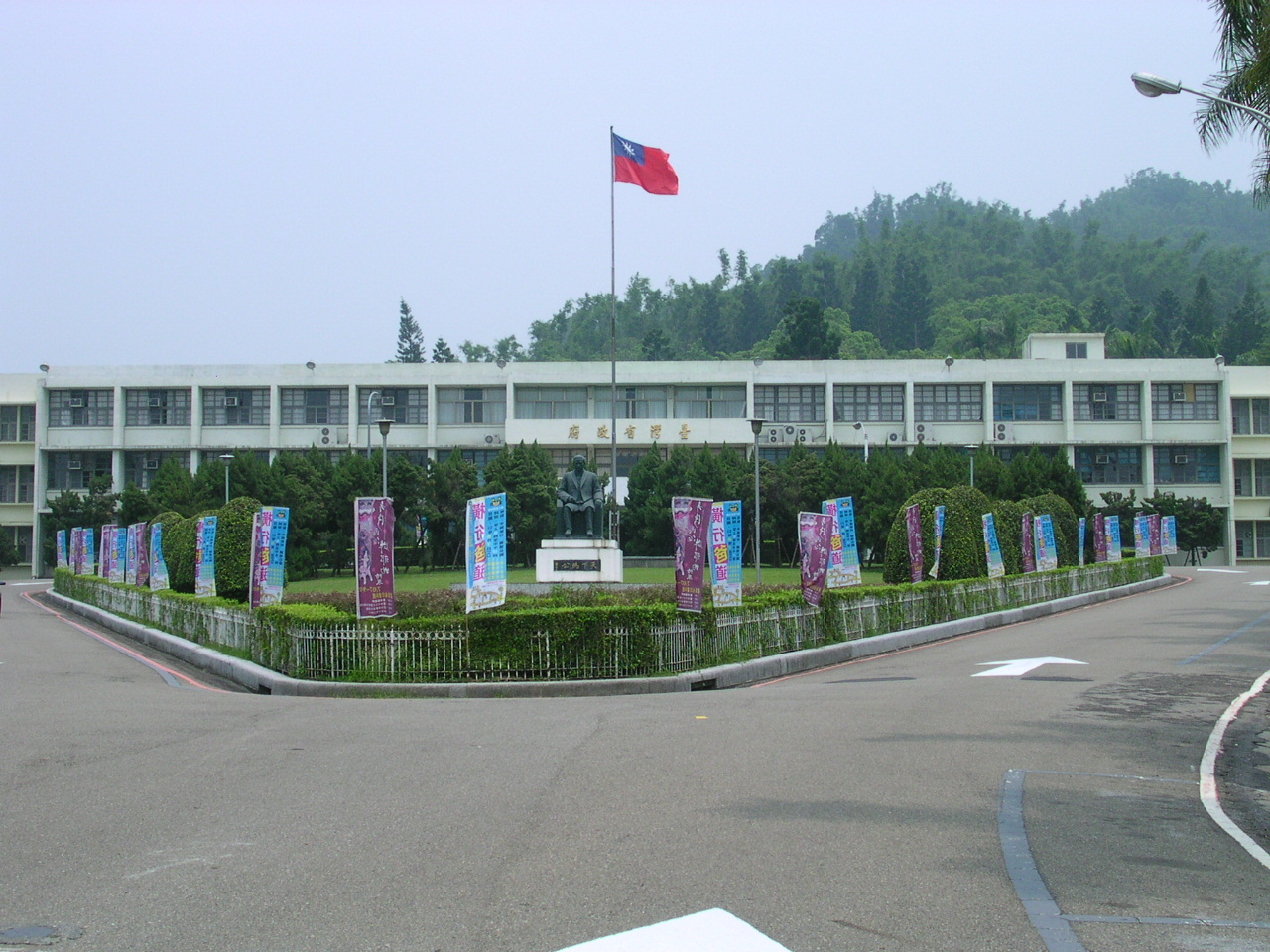
Il palazzo del governo provinciale di Taiwan presso il Nuovo Villaggio di Zhongxing.

Il Nuovo Villaggio di Zhongxing (anche: Nuovo Villaggio di Jhongsing) (cinese tradizionale: 中興新村; Hanyu pinyin: Zhōngxīng Xīncūn, Tongyong pinyin: Jhongsing Sincun; Wade-Giles: Chung-hsing Hsin-ts'un; MPS2: Jungshing Shintsun; POJ: Tiong-heng-sin-chhoan) è una cittadina di Taiwan, situata nella città di Nantou, nella contea di Nantou, in Provincia di Taiwan. È sede del governo provinciale di Taiwan.
È una new town con una popolazione di 25.549 alla data del febbraio 2010. Poiché tutti gli edifici appartengono al governo, lo sviluppo edilizio è rigidamente controllato e attentamente pianificato.

## Panoramica
Taipei, che è la capitale de facto della Repubblica di Cina, fu anche la capitale della provincia di Taiwan fino al 1956. La Repubblica Popolare Cinese (RPC) non riconosce come legittimo lo spostamento del governo provinciale da Taipei al Nuovo Villaggio di Zhongxing. Così, la RPC pubblica Taipei come capoluogo provinciale sulle sue mappe ufficiali. Le fondazioni furono scavate nel villaggio il 4 novembre 1955, e le succursali del governo cominciarono a trasferirsi il 5 luglio 1956. Il governo provinciale tenne la sua prima riunione presso il Nuovo Villaggio Zhongxing il 27 novembre 1957, e il palazzo dell'amministrazione provinciale fu entrò in funzione il 1º luglio 1957.

## Sviluppo della ricerca
Vi sono progetti per uno sviluppo della città nel settore della ricerca, attraverso la realizzazione di un parco di innovazione industriale, presso il quale sono stati invitati istituti di ricerca e imprese. Altri progetti prevedono un centro tecnologico per lo sviluppo di tecnologie verdi nel settore della intelligenza mobile (ossia dispositivi informatici portatili), attraverso il cloud computing.
Il parco dovrebbe iniziare la costruzione nel 2011.